# Space Engineers
Space Engineers — воксельна гра «пісочниця» про будівництво та обслуговування космічних структур. Гра перебувала в стадії бета-версії; була доступна в Steam Early Access з 23 жовтня 2013 року до 28 лютого 2019 року.
28 лютого 2019 року відбувся реліз гри на платформі Windows. У травні 2015 року, протягом приблизно півтора року, вихідний код гри був офіційно доступний і підтримувався KSH, щоб допомогти спільноті модифікаторів.
20 липня 2023 року відбувся реліз на PlayStation.
Гра заснована на графічному рушії VRage 2.0 власної розробки компанії-творця Keen Software House (Keen Software House).

## Ігровий процес
Геймплей гри заснований на будівництві космічних кораблів, станцій і дослідженні планет і астероїдів з метою знайти ресурси. При створенні або редагуванні світу є кілька розширених опцій для зміни того, як гравець буде взаємодіяти зі світом.
Доступні три типи структур: малі кораблі, великі кораблі й станції. Залежно від обраного розміру блоків створюються або малі кораблі, або великі кораблі / станції. Станцією структура стає якщо її блоки перетинаються з вокселями планети або астероїда.

### Режими гри

#### Творчий
У творчому режимі гравці мають необмежені ресурси, можуть миттєво створювати інструменти та блоки. Деякі додаткові можливості, такі як режим симетрії, копіювання і вставка кораблів, доступні тільки в цьому режимі. Спочатку творчий режим був єдиним режимом, доступним в грі.

#### Виживання
В режимі виживання гравцям необхідно добувати, збирати й очищати різні ресурси, щоб створювати інструменти, зброю і блоки, а також виробляти електрику. Ресурси можна видобувати вручну за допомогою ручного бура або з використанням кораблів з необхідним обладнанням. Щоб уникнути смерті, гравці повинні стежити за своїм здоров'ям, енергією і рівнем кисню. Здоров'я й енергія гравця можуть бути відновлені з використанням медичного блоку. Запас кисню може бути заповнений в медичному блоці, якщо він підключений до генератора O2 / H2, або за допомогою кисневого балона, що заправляється в вищезгаданому генераторі. Режим був доданий в кінці літа 2013 року.

### Ресурси

#### Типи ресурсів
Камінь — майже непотрібний ресурс. На початкових етапах з нього можна виробити залізо, нікель і кремній. Знайдеться всюди. Позначається як «Stone».
Залізо — основний будівельний ресурс. При знаходженні в землі текстура має іржавий або рудий колір. Залягає на глибині 40 м. Легко і швидко переплавляється в злитки заліза. У рюкзаку підписується як «Fe» — Феррум (Періодична система хімічних елементів).
Кобальт — один з основних ресурсів. Має текстуру насичено блакитного кольору. Залягає на глибині 40 м. Тугоплавкий. Переплавляється в злитки. У рюкзаку підписується як «Cо».
Уран — після обробки стає урановим стрижнем. Використовується як паливо для реакторів. Досить рідкісний ресурс. Залягає досить глибоко (140 м.). Має чорну текстуру, дуже схожий на вугілля. Важко знайти шахтовим методом оскільки перекривається покладами інших ресурсів. У рюкзаку має позначення «U».
Срібло — один з основних ресурсів. Має текстуру алюмінієвого кольору. Залягає на (40 м). Переробляється в злиток. У рюкзаку позначений «Ar» — аргентум.
Золото — використовується рідко, залягає дуже глибоко, не видно малим (ручним) детектором руди з поверхні. Зазвичай залягає в одній жилі зі сріблом. У рюкзаку позначається як «Au» (Aurum).
Кремній — один з основних ресурсів. Має чорну брудну текстуру з відблисками. Залягає на (40 м.). Переробляється в кремнієву пластину. У рюкзаку позначений «Si».
Нікель — один з основних ресурсів. Залягає на (40 м.). Тугоплавкий, переплавляється в злитки. У рюкзаку позначений «Ni».
Платина — ресурс, що потребується в основному для виробництва прискорювачів. Переплавляється в злитки. Чи не зустрічається на планетах. Але можна знайти у впалих метеоритах, астероїдах, на місяці. У рюкзаку підписується як «Pt».
Магній — потрібно тільки для виробництва боєприпасів і вибухівки. Залягає на (40 м.). Позначається як «Mg».
Енергопостачання  — виробництво енергії представлено в чотирьох варіантах:
1. Для виробництва енергії вам знадобляться маленький реактор «Small Reactor» і стрижні урану. Встановіть реактор таким чином щоб хоча б одна з плоских жовтих стінок впиралася в блок структури який Ви хочете забезпечити енергією. Завантажте уранові стрижні в реактор. Виробництво почнеться автоматично. Врахуйте, що реактор виробляє 15 МВ. Для зберігання запасів енергії використовується батарея «Battery». Для використання батареї встановіть її на той самий об'єкт або транспорті, що і реактор. Батарея є налаштованим об'єктом. Її можна налаштувати як на зарядку так і на витрату заряду. При будівництві нової батареї все опції відключені й вона автоматично заряджається при наявності вільно виробленої енергії й розряджається при дефіциті.
2. Для виробництва енергії можна використовувати сонячні панелі. Встановіть панель на об'єкті таким чином що б вона отримувала максимум сонячного світла. На той же об'єкт встановіть батарею. Врахуйте, що сонячні панелі виробляють значно менше енергії й не працюють вночі. Даний недолік Ви можете компенсувати їх кількістю і кількістю батарей для роботи вночі.
3. Для виробництва енергії можна використовувати вітряні генератори. Встановіть вітряк на вільно продувається місці, де навколо нього буде якомога менше об'єктів. Врахуйте, що вітряні генератори можуть працювати тільки в атмосфері й на статичних об'єктах. Генерують в ідеальних умовах приблизно 360 КВ.
4. Для виробництва енергії можна використовувати водневий генератор. Приєднати до нього за допомогою конвеєрної системи генератор O2 / H2, в який помістіть лід. Для зберігання запасів енергії використовується батарея «Battery». Для використання батареї встановіть її на той самий об'єкт або транспорті, що і генератор. Максимум один генератор виробляє 2.5 МВ.

Типи видобутку ресурсів:
Шахтним методом  — робиться отвір в землі безпосередньо до ресурсів.
Відкритий спосіб — за допомогою техніки знімається великий пласт землі у напрямку до ресурсів.
Автоматизований спосіб — видобуток ресурсів за допомогою спеціалізованих дронів.

### Планети
12 листопада 2015 року було додано планети. На даний момент в грі присутні 3 планети і їх супутники:
- Земля — стартова планета, має атмосферу, придатну для дихання. Гравітація — 1G. Супутник  — Місяць. Присутні моби  — вовки.
- Місяць — супутник Землі, не володіє атмосферою. Гравітація — 0.25G. Мобів немає. Тут можна знайти платину.
- Марс — додаткова планета, має слабку атмосферу, непридатну для дихання. Гравітація — 0.90G. Супутник  — Європа. Мобів немає. На Марсі є лід.
- Чужа (Alien) — Екзотична планета, має щільну атмосферу, непридатну для дихання. Гравітація — 1.1G. Супутник — Титан. Присутні моби — павуки.

### Будівництво
Відбувається за допомогою блоків. Для початку будівництва необхідно відкрити меню будівництва натиснувши кнопку «G» (за замовчуванням). Вибрати позицію об'єкта і перенесіть його в меню інтерфейсу HUD, а саме в нижню частину «Toolbar» в вільну комірку з цифрою. Вибрати об'єкт за допомогою кнопки від 1 до 0, розмістити його в просторі й натиснути ліву кнопку миші. Об'єкт може не встановиться через відсутність в інвентарі ресурсів, а саме першого в списку необхідних (від низу до верху) ресурсу.

### Невідомі сигнали
17 серпня 2017 року режим виживання були додані «невідомі сигнали». Ці сигнали з'являються випадково в певному діапазоні навколо гравця і вказують положення маленького зонда за допомогою координати GPS. Кожен зонд має кнопку, яка при натисканні на неї, випадковим чином видає предмети спорядження, або не дає нічого. Так само в зонді знаходиться маленький контейнер з деякою кількістю предметів необхідних для будівництва. Спорядження можуть бути продані або куплені на торговому майданчику Steam.